# В'язовка (Байкаловський район)
В'я́зовка (рос. Вязовка) — присілок у складі Байкаловського району Свердловської області. Входить до складу Баженовського сільського поселення.
Населення — 531 особа (2010, 599 у 2002).
Національний склад населення станом на 2002 рік: росіяни — 98 %.